# Microgomphus
Microgomphus – rodzaj ważek z rodziny gadziogłówkowatych (Gomphidae).

## Podział systematyczny
Do rodzaju należą następujące gatunki:
- Microgomphus alani Kosterin, 2016
- Microgomphus camerunensis Longfield, 1951
- Microgomphus chelifer Selys, 1858
- Microgomphus farrelli Makbun & Fleck, 2018
- Microgomphus jannyae Legrand, 1992
- Microgomphus jurzitzai Karube, 2000
- Microgomphus lilliputians Fraser, 1923
- Microgomphus loogali Fraser, 1923
- Microgomphus nyassicus (Grünberg, 1902)
- Microgomphus phewataali Conniff & Limbu, 2018
- Microgomphus schoutedeni Fraser, 1949
- Microgomphus souteri Fraser, 1924
- Microgomphus svihleri (Asahina, 1969)
- Microgomphus torquatus (Selys, 1854)
- Microgomphus verticalis (Selys, 1873)
- Microgomphus wijaya Lieftinck, 1940
- Microgomphus zebra (Martin, 1911)